# Хайка за вълци (филм)
„Хайка за вълци“ е български 6-сериен телевизионен игрален филм от 2000 година на режисьора Станимир Трифонов, по сценарий на Ивайло Петров, по едноименния роман на Ивайло Петров.

## Сюжет

### Епизод 1
24 декември 1965 г. От село Черковна тръгват седем души в хайка за вълци. Студът, мъглата и самотата на пусията връщат всеки един от тях в младостта му. Село Черковна, 1937 г. Жендо и съпругата му току-що са се установили в селото. Мечтата на Жендо е да купува и обработва земя. Затова той плячкосва из селата по българо-румънската граница. Ранен, той едва оцелява и се отказва от хайдутлука. Пролетта на 1941 г. Иван Шибилев е в града, учи различни изкуства. Повърхностен и несериозен, той се впуска в любовна авантюра с омъжена актриса. Съпругът ѝ разбира, Иван се връща в родното си село Черковна. В Деветаковия чифлик в 1929 г. сирачето Николин е докарано в чифлика. Богатият и образован Деветаков се грижи за него.

### Епизод 2
Сватбата на Рада и Койчо се превръща в трагедия – булката е нечестна. От срам и притеснение Калчо онемява. Като откуп за девствеността на Рада, Жендо получава желаната нива, но това не му носи удовлетворение. В селото се завръща братът на Стоян – Илко. Той е болен от туберкулоза и не може да продължи образованието си. В селото го чака Нуша – дъщеря на богаташа Петър Пашов. Стоян е против избора на брат си, защото е в разрез с комунистическите идеи, завладели двамата. На 6 септември 1944 г. Николин докарва от града Иван Шибилев и г-жа Сърмашикова – приятелка на Михаил Деветаков. Те носят новината за настъпилите в града промени. При краткото си гостуване у Деветаков, Сърмашикова споделя уплахата си от идването на новата власт. Подготвен за настъпващите промени, Михаил приема хладнокръвно вестите. На 9.IХ.1944 г. и в Черковна се установява новата власт.

### Епизод 3
Деветаковият чифлик, 1944 г. Самоубил се е Михаил Деветаков. Николин остава сам в завещания му от Деветаков чифлик. Живее в постоянен страх. Решава да се премести в селото. Илко не престава да търси истината по делото Бараков, пряко свързано с изчезването на Петър Пашов. Отива в трудов лагер на свиждане с адвоката Марчинков, който е водил делото тогава. Уплашен, Марчинков не му дава никакви сведения. Николин среща Мона, която му предлага да остане като стопанин в дома ѝ. Влюбеният Николин приема. В селото идва нова учителка, която се настанява в къщата на скромния и работлив Кирил Джелебов. Май 1945 г., Койчо се връща с медал от фронта. Иван Шибилев отново се прибира в селото след кратък престой в града. При срещата му с Мона открива, че тя е бременна. Мона ражда. Есента на 1945 г. Без да узнае истината по делото Бараков, Илко се прибира в селото.

### Епизод 4
Пролетта на 1948 г. Новата власт, в лицето на Стоян Кралев, започва агитация по кооперирането на селяните. Предлага на Калчо да стане пазач на кооперативната нива. Илко се опитва да убеди в същото Кирил Джелебов, но неуспешно. Усетил промените, Койчо заминава за града… В къщата на Хайдутина нахлува милиция и му отнема пистолета. По-късно го арестуват. Отказал да влезе в кооперацията, Жендо по заповед на Стоян е затворен в бъчва. Искат да го удавят, но не им стига смелост. Илко се среща с Марчинков, който е в края на живота си. Адвокатът му предава своите записки по делото Бараков и му съобщава истинския предател – Михаил Бараков, настоящ началник на милицията в града.

### Епизод 5
1953 г. Жендо гостува на Койчо в града. Предлага на сина си да се върне на село и заедно да обработват отстъпената им от ТКЗС земя. Койчо отказва, пречупен в последното си желание за свобода. Жендо влиза в ТКЗС. Единствено Киро не е в ТКЗС. По тази причина Стоян отказва да му издаде документи, с които Кировите синове да продължат образованието си в града. Притиснат от обстоятелствата, Джелебов се опитва да влезе в ТКЗС, но не намира сили. Заравя се в нивата си, където го откриват полумъртъв. Стою Бараков изгонва от селото поп Енчо и конфискува рисуваните от Шибилев икони. Пред очите на цялото село, Стоян пали иконите и хоругвите на църквата. Илко не може повече да приеме начина, по който брат му бърка в душите и сърцата на хората. Заминава в града.

### Епизод 6
Животът тече с ежедневните проблеми. От Западна Германия идва телеграма, в която се съобщава за смъртта на Марчо, сина на Джелебов, който преди година е избягал там. Киро търси Илко в града, за да сподели мъката си. Илко намира нови данни по делото Бараков и от тях разбира, че предателството на Михаил е прикрито от баща му Стою Бараков. 24.ХII. 1965 г. В кръчмата Жендо, Стоян, Николин, Иван, Киро и Калчо разбират от дошлия от града Илко за седемте вълка край селото. Решават да тръгнат на хайка. Всеки се приготвя за бой, за разчистване на стари сметки. В заснежената гора седмината мъже се връщат към младостта си…

## Актьорски състав
| Изпълнител          | Роля                                                                               |
| ------------------- | ---------------------------------------------------------------------------------- |
| Николай Урумов      | Калчо Статев                                                                       |
| Петър Попйорданов   | Жендо Хайдутина                                                                    |
| Валентин Танев      | шивачът Стоян Кралев                                                               |
| Малин Кръстев       | Илко Кралев, брат на Стоян                                                         |
| Димитър Терзиев     | Киро Джелебов                                                                      |
| Иван Панев          | сиракът Николин Миялков                                                            |
| Иван Ласкин         | Иван Шибилев                                                                       |
| Елена Петрова       | Мона, приятелка на Рада, любовница на Иван Шибилев                                 |
| Марта Кондова       | Радка Статева, дъщеря на Калчо                                                     |
| Стефан Данаилов     | земевладелецът Михаил Деветаков – „Мишел“, опекун на Николин                       |
| Стефан Мавродиев    | дядо Мацко / бащата на Мона                                                        |
| Михаил Петров       | Стою Бараков                                                                       |
| Велко Кънев         | поп Енчо                                                                           |
| Валери Йорданов     | Койчо, синът на Жендо                                                              |
| Михаил Милчев       | Михо Бараков, синът на Стою, началник на градската милиция                         |
| Диана Жечева        | Нуша, дъщеря на Петър Пашов и приятелка на Илко                                    |
| Златина Тодева      | Дона                                                                               |
| Василена Атанасова  | Кита                                                                               |
| Жана Рашева         | Груда                                                                              |
| Арсения Стойчева    | Танка                                                                              |
| Станка Калчева      | Кичка                                                                              |
| Борис Луканов       | вуйчото на изнасилената и убитата                                                  |
| Васил Банов         | Карадемирев                                                                        |
| Георги Тодоров      | богаташът Петър Пашов / ваксаджия                                                  |
| Елефтери Елефтеров  | пощальонът                                                                         |
| Ани Петрова         | майката на Нуша                                                                    |
| Добрин Досев        | Лечо                                                                               |
| Кристина Янева –    | съпругата на Лечо                                                                  |
| Яни Йозов           | Мато                                                                               |
| Биляна Петринска    | Вева                                                                               |
| Деляна Хаджиянкова  | Даря                                                                               |
| Александър Дойнов   | съпругът на Даря                                                                   |
| Николай Хаджиминев  | бандитът Иван                                                                      |
| Румен Григоров      | бандитът Кръстю                                                                    |
| Йордан Захариев     | чокоинът                                                                           |
| Стоян Георгиев      | икономът на чифлика                                                                |
| Милен Бояджиев      |                                                                                    |
| Цветомир Лалчев     |                                                                                    |
| Екатерина Горанова  |                                                                                    |
| Калоян Воденичаров  |                                                                                    |
| Емил Здравков       |                                                                                    |
| Мария Каварджикова  | г-жа Сърмашикова, приятелка на Деветаков                                           |
| Йосиф Сърчаджиев    | Козарев, партийния функционер                                                      |
| Веселин Мезеклиев   | нотариус                                                                           |
| Марин Димитров      | архивар                                                                            |
| Тодор Близнаков     | Трендо „Мангъра“                                                                   |
| Владислав Иванов    | полицай                                                                            |
| Николай Чилов       | купувачът на земя                                                                  |
| Катя Йочева         | готвачката на чифлика                                                              |
| Ленко Гурков        |                                                                                    |
| Валентин Йорданов   |                                                                                    |
| Георги Янев         |                                                                                    |
| Георги Кадурин      | адвокат Марчинков                                                                  |
| Мирослава Гоговска  | Хортензия                                                                          |
| Стоян Алексиев      | главният учител                                                                    |
| Ивайло Светославов  | Аньо Джелебов                                                                      |
| Иван Чипариков      | лекарят                                                                            |
| Юлия Сайска         | медицинска сестра                                                                  |
| Диана Добрева       |                                                                                    |
| Калина Кръстева     | малката „Мели“ – Мелпомена, дъщеря на Мона и Иван Шибилев                          |
| Любомир Василев     | пияницата                                                                          |
| Иван Пангелов       |                                                                                    |
| оркестър Радювене   |                                                                                    |
| Мариета Гюлемехова  | жената на Койчо                                                                    |
| Надежда Джурова     | малката Мели, дъщерата на Мона                                                     |
| Филип Атанасов      | малкият Жендо                                                                      |
| Детелин Кандев      | цивилният агент                                                                    |
| Петър Мечков        |                                                                                    |
| Надя Конакчиева     | Мела, актриса в провинциален театър, любовница на режисьора, дъщеря на Мона и Иван |
| Стефан Попов        | режисьорът                                                                         |
| Ани Сърчаджиева     | секретарка                                                                         |
| Любомир Петкашев    |                                                                                    |
| Румен Марков        |                                                                                    |
| Васил Чушев         |                                                                                    |
| Иван Бърнев         | Марчо Джелебов                                                                     |
| Станимир Иванов     | фелдфебел Чаков                                                                    |
| Стилен Тотев        | лекарят                                                                            |
| Красимир Пейчовски  | фотограф                                                                           |
| Десислава Джурова   | дъщерята на Лечо                                                                   |
| Параскева Джукелова |                                                                                    |

.